# Калинюк Дмитро Павлович
Дмитро Калинюк (псевдо: «Ярок», «Аршин», «Кармелюк»; 1917 або 1920, с. Михалківці, Острозький район, Рівненська область — 12 лютого 1945, с. Трипутня, Дубровицький район, Рівненська область) — український військовик, командир 1-ї бриґади «Пам'ять Базару» («Пам’ять Крут», (ім. Лайдаки)) Західна ВО «Завихост».

## Життєпис
Народився у селі Михалківці (тепер Острозький район, Рівненська область) в національно свідомій сім'ї. Рідний брат Олексій (“Жук”) був військовим референтом чи комендантом Рівненського надрайону, командував сотнею. Батька Павла у 1944 році вбив агент НКВС, який проник до Служби Безпеки ОУН.
Служив у польській армії.
В 1942 році сидів в німецькій в'язниці в Рівному, згодом у концтаборі в Шубкові, звідки втік.
Від квітня 1943 в УПА, командував чотою у загоні Євгена Басюка - "Чорноморця" в Острозькому районі Рівненської області. З 1 червня очолив загін після поранення «Чорноморця», перейшов  на Полісся. У серпні - на початку вересня 1943 очолював один з підрозділів бойової групи "Бористена" групи "Заграва".
Від 20 вересня 1943 - заступник командира загону ім. Колодзінського Микити Скуби-«Лайдаки» групи ВО-1 «Заграва». Згодом шеф штабу цього загону (з 20.09.43), командир цього загону (від березня 1944 р.). Відтак командував Корсунським загоном групи "Заграва" УПА-Північ.
Протягом серпня-листопада 1944 командир бригади "Пам'ять Крут" (260 бійців) з'єднання груп УПА № 33 ("ім. Хмельницького"), яка діяла у Дубровицькому, Висоцькому, Володимирецькому районах Рівненської області.
З листопада 1944 року - командирр бригади ім. Лайдаки ("050", "0018").
Загинув у бою з частинами 16-ї бригади ВВ НКВС 12 лютого 1945 року біля села Трипутня (тепер Дубровицький район, Рівненська область).